# Signoria di Perugia
La Signoria di Perugia fu una forma di governo occulta, che governò alternativamente parte dell'Umbria dal 1393 al 1398 con il condottiero Biordo Michelotti, dal 1400 al 1402 con il duca di Milano Gian Galeazzo Visconti, dal 1416 al 1424 con il capitano di ventura Andrea Fortebraccio e infine dal 1438 al 1540, anno di annessione definitiva allo Stato Pontificio, con la famiglia nobile dei Baglioni.

## Storia[1]
Il primo documento che testimonia a Perugia la presenza delle istituzioni comunali risale al 1139 e ci informa dell'atto di sottomissione della comunità dell'isola Polvese sul lago Trasimeno al comune di Perugia. Durante il XIII secolo altri territori e comuni minori furono inglobati nel territorio controllato dalla città che in questo periodo è annoverata tra le più sviluppate dell'Italia centro-settentrionale, sia come numero di abitanti (quasi 30 000) che come piazza commerciale. Il comune fu guidato da un podestà e dal 1255 da un capitano, ma a reggere le fila del governo sono i rappresentanti del "popolo", da intendere come gruppo sociale composto da cittadini facoltosi che svolgono attività lavorative legate al commercio e alla produzione di beni e che si oppongono ai milites, i nobili che risiedono nel contado e sono i proprietari delle terre fuori dalle mura cittadine.
Nella seconda metà del Duecento Perugia è all'apice della sua parabola di stato autonomo e controlla un territorio che si estende per buona parte dell'attuale Umbria e che spiega le notevoli dimensioni che oggi presenta la provincia e il comune di Perugia. La potenza della città e dell'organizzazione comunale è rappresentata dalla maestosa fontana scolpita da Arnolfo di Cambio che dal 1275 si trova di fronte ai palazzi del potere civile e religioso della città. Negli anni '80 la potente Foligno soccombe alle armi del comune perugino, ma il prezzo di questa conquista è il prosciugamento delle casse dello Stato e l'inimicizia con la Chiesa, che esercita un velato controllo sui comuni dell'Italia centrale.
La magistratura dei priori venne istituita nel 1303. «Il priorato fu veramente la chiave di volta del nuovo sistema nato da una piccola 'rivoluzione' all'interno del regime popolare; i priori rimarranno in attività, a parte una breve interruzione negli anni 1540-1552, fino al 1816, segno della validità e duttilità della magistratura». Dal 1305 il papato è trasferito ad Avignone e nel 1378 deve affrontare lo Scisma d'Occidente. Dunque la Chiesa, il principale ostacolo ad una piena autonomia del comune di Perugia, attraversa una delle fasi peggiori della sua storia. Di conseguenza la città umbra, che appartiene nominalmente da circa due secoli alle terre del papato, continua la sua politica espansiva fino alla metà del Trecento.
La peste del 1348 che invade quasi tutta l'Europa e la crisi economica generale non risparmiano la città umbra che deve anche affrontare dagli anni '60 di quel secolo il tentativo della Chiesa di ripristinare il suo dominio nell'Italia centrale. La discesa in Italia del legato papale Egidio Albornoz è l'inizio per il governo priorale di una serie di insuccessi militari e diplomatici che gradualmente porteranno il territorio perugino a diventare una delle provincie pontificie. In questo periodo alleati dei rappresentanti e condottieri del papa sono i nobili fuoriusciti che dalle loro ville e castelli nel contado ambiscono a tornare in città e riappropriarsi del governo cittadino. Così le forze che si contrappongono al comune popolare, spesso appoggiate dagli strati più bassi della popolazione, riescono a più riprese a impossessarsi della città. Nel primo quinquennio degli anni '70 del Trecento si instaura la dittatura del vicario pontificio Gérard du Puy, abate di Monmaggiore, costretto poi a fuggire da una rivolta popolare. Invece, dal 1393, in uno dei momenti in cui la parte popolare ha la meglio su quella nobiliare, il capitano di ventura Biordo Michelotti assicura fino al 1398 un breve periodo di stabilità alla città.
Perugia, comunque, alla fine del Trecento è ormai una potenza minore, contesa dai potenti stati regionali dell'Italia bassomedioevale (la Repubblica di Firenze, lo Stato della Chiesa con papa Bonifacio IX, la signoria di Milano e il Regno di Napoli). Nell'anno 1400 Perugia si allea o meglio si consegna a Gian Galeazzo Visconti, signore di Milano, che ha esteso il suo Stato a gran parte dell'Italia centro-settentrionale. Dal 1408 al 1414 Perugia si offre invece al re di Napoli Ladislao d'Angiò-Durazzo. I priori continuano ad essere eletti e ad esercitare le loro funzioni sotto il controllo del viceré e delle truppe angioine che per il momento tengono lontano dalle mura della città Andrea Fortebraccio, noto come Braccio da Montone, il nemico principale del regime popolare, che tra alti e bassi regge la città da più di due secoli. Questi è un nobile condottiero perugino che, al servizio del papa e di altri potentati, brama di conquistare Perugia e aprire le porte ai nobili fuoriusciti. Dopo vari tentativi, Braccio entra in città da trionfatore nel 1416. «Se dal punto di vista delle strutture di governo nulla sembra cambiare nel periodo del Fortebraccio, muta però il quadro sociale di riferimento». Le più alte cariche pubbliche del comune sono aperte definitivamente ai nobili, che, da questa data, si appropriano anche del mondo degli affari e degli investimenti mercantili che avevano fatto la fortuna della parte "popolare".
Andrea Fortebraccio muore nel 1424. La seconda metà del XV secolo vede Perugia tornare progressivamente sotto il controllo della Chiesa. Le prerogative e le modalità di elezione dei priori sono assunte dai rappresentanti del papa (il governatore, il legato e il tesoriere pontificio) se non da Roma stessa. La storiografia definisce la nuova situazione del governo perugino con il termine diarchia, almeno fino a quando la famiglia dei Baglioni alla fine del '400 riuscirà ad emergere tra le altre della nobiltà perugina. I membri di questa casa vengono eletti spesso tra i priori, tra i componenti della nuova magistratura, denominata i Dieci dell'arbitrio, tra i Savi dello Studium, a conferma del loro prestigio. Figura di spicco è Giampaolo, che riesce a mettere un freno alle lotte intestine e alle stragi all'interno della stessa famiglia e ad evitare il ritorno in città degli esponenti degli Oddi, la principale casata avversaria dei Baglioni. A cavallo tra Quattrocento e Cinquecento si sperimenta con questo personaggio un periodo di relativa autonomia di Perugia dal controllo pontificio. Presto papa Leone X metterà fine a questa stagione facendo uccidere Giampaolo che si era avvicinato al duca di Urbino.
La storia successiva fino a quasi la metà del Cinquecento è un susseguirsi di fatti cruenti, faide interne alla città e sussulti di rivolta contro le magistrature del papa. Nel 1535 viene bruciato il palazzo del governatore, un tempo residenza del podestà. Con la guerra del sale (1540) l'autonomia e le antiche libertates del comune vengono soppresse e i priori non saranno nominati fino al 1552, quando la carica sarà ripristinata per grazia di papa Paolo IV.

## Signori di Perugia

### Michelotti (1393-1398)
| Nº | Nome                                     | Ritratto | Governo | Governo       | Matrimoni                | Note                                                                |
| Nº | Nome                                     | Ritratto | Inizio  | Fine          | Matrimoni                | Note                                                                |
| -- | ---------------------------------------- | -------- | ------- | ------------- | ------------------------ | ------------------------------------------------------------------- |
| 1  | Biordo Michelotti (1352 – 10 marzo 1398) |          | 1393    | 10 marzo 1398 | Giovanna Orsini 1 figlio | 1º Signore di Perugia Capitano generale della Repubblica di Firenze |

Con la morte di Biordo Michelotti, dal 1398 al 1400 la signoria ritorna sotto il dominio dello Stato Pontificio.

### Visconti (1400-1402)
| Nº | Nome                                                        | Ritratto | Governo         | Governo          | Matrimoni                                                    | Vicari di Perugia                                                                                                 | Note |
| Nº | Nome                                                        | Ritratto | Inizio          | Fine             | Matrimoni                                                    | Vicari di Perugia                                                                                                 | Note |
| -- | ----------------------------------------------------------- | -------- | --------------- | ---------------- | ------------------------------------------------------------ | --- | --- |
| 2  | Gian Galeazzo Visconti (16 ottobre 1351 – 3 settembre 1402) |          | 19 gennaio 1400 | 3 settembre 1402 | (1) Isabella di Valois 4 figli (2) Caterina Visconti 2 figli | - Matteo Accomanduzzi - Andreuccio degli Ubertini - Piercivalle della Mirandola - Lonato Pavese - Andreino Trotti | Il 19 gennaio 1400 si tenne a Perugia un'adunanza generale nella quale tutti i Raspanti ed il popolo in accordo si consegnarono con la città di Perugia ed il contado al duca di Milano |

Dal 1402 al 1408 la signoria ritorna sotto il controllo dello Stato Pontificio e dal 1408 al 1416 viene annessa al Regno di Napoli da Ladislao I di Napoli.

### Fortebraccio (1416-1424)
| Nº | Nome                                                 | Ritratto | Governo        | Governo       | Matrimoni                                                              | Note             |
| Nº | Nome                                                 | Ritratto | Inizio         | Fine          | Matrimoni                                                              | Note             |
| -- | ---------------------------------------------------- | -------- | -------------- | ------------- | ---------------------------------------------------------------------- | ---------------- |
| 3  | Andrea Fortebraccio (1º luglio 1368 – 5 giugno 1424) |          | 18 luglio 1416 | 5 giugno 1424 | (1) Elisabetta Armanni (nessun figlio) (2) Nicolina da Varano 1 figlio | Conte di Montone |

Dal 1424 al 1438 la signoria ritorna nuovamente sotto il controllo della Chiesa.

### Baglioni (1438-1540)
| Baglioni | Baglioni                                             | Baglioni | Baglioni         | Baglioni         | Baglioni                                          | Baglioni                                                                            |
| Nº       | Nome                                                 | Ritratto | Governo          | Governo          | Matrimoni                                         | Note                                                                                |
| -------- | ---------------------------------------------------- | -------- | ---------------- | ---------------- | ------------------------------------------------- | ----------------------------------------------------------------------------------- |
| 4        | Braccio Baglioni (1419 – 8 dicembre 1479)            |          | 1438             | 8 dicembre 1479  | (1) Toderina Fregoso (2) Anastasia Sforza 4 figli | 1º Signore de facto di Perugia. Figlio di Malatesta Baglioni e Giacoma Fortebraccio |
| 5        | Guido Baglioni (1425 – 14 luglio 1500)               |          | 8 dicembre 1479  | 14 luglio 1500   | Costanza da Varano 9 figli                        | Figlio di Malatesta Baglioni e Giacoma Fortebraccio                                 |
| 6        | Rodolfo Baglioni (? – 24 febbraio 1501)              |          | 8 dicembre 1479  | 14 luglio 1500   | Francesca Baglioni 7 figli                        | Figlio di Malatesta Baglioni e Giacoma Fortebraccio                                 |
| 7        | Astorre Baglioni (1460 – 14 luglio 1500)             |          | 8 dicembre 1479  | 14 luglio 1500   | Lavinia Colonna                                   | Figlio di Guido Baglioni e fratello di Gentile                                      |
| 8        | Grifonetto Baglioni (1477 – 15 luglio 1500)          |          | 15 luglio 1500   | 15 luglio 1500   | Zenobia Sforza 3 figli                            | Figlio di Grifone Baglioni e Atalanta Baglioni                                      |
| 9        | Carlo Baglioni (1473 – 1518)                         |          | 15 luglio 1500   | 15 luglio 1500   |                                                   | Nipote di Carlo, fratello di Braccio, Guido e Rodolfo                               |
| 10       | Adriano Baglioni (? – luglio 1502)                   |          | 15 luglio 1500   | luglio 1502      |                                                   | Figlio di Guido Baglioni e Costanza da Varano                                       |
| 11       | Giampaolo Baglioni (1470 – 11 giugno 1520)           |          | 15 luglio 1500   | 11 giugno 1520   | Ippolita Conti 7 figli                            | Figlio di Rodolfo Baglioni e Francesca Baglioni                                     |
| 12       | Gentile Baglioni (1466 – 1527)                       |          | 1520             | 1527             | Giulia Vitelli                                    | Figlio di Guido Baglioni e Costanza da Varano                                       |
| 13       | Orazio Baglioni (1493 – 22 maggio 1528)              |          | 1527             | 1528             | Francesca Petrucci                                | Figlio di Giampaolo e fratello di Malatesta                                         |
| 14       | Malatesta IV Baglioni (1491 – 24 dicembre 1531)      |          | 2 settembre 1527 | 24 dicembre 1531 | Monaldesca Monaldeschi 1 figlio                   | Figlio di Giampaolo, governò con il fratello Orazio                                 |
| 15       | Rodolfo II Baglioni (1º luglio 1512 – 24 marzo 1554) |          | 1531             | 3 giugno 1540    | Costanza Vitelli 2 figli                          | Figlio di Malatesta IV, ultimo Signore di Perugia                                   |

Nel 1540, a seguito della guerra del sale, la signoria viene definitivamente annessa allo Stato Pontificio.